# راي غريغز
راي غريغز (بالإنجليزية: Ray Griggs)‏ هو كاتب سيناريو ومخرج أمريكي، ولد في 24 أبريل 1974.

## وصلات خارجية
- الموقع الرسمي
- راي غريغز على موقع IMDb (الإنجليزية)
- راي غريغز على موقع ألو سيني (الفرنسية)
- راي غريغز على موقع أول موفي (الإنجليزية)
- راي غريغز على موقع قاعدة بيانات الفيلم (الإنجليزية)
- راي غريغز على موقع كينوبويسك (الروسية)